# Copa Paulista de Futebol de 2024
A Copa Paulista de 2024 foi a 30.ª edição desta competição organizada pela Federação Paulista de Futebol. A competição contou com a participação de 26 equipes e foi disputada entre 14 de junho e 12 de outubro daquela temporada. O Monte Azul foi campeão ao derrotar o Votuporanguense nos pênaltis por 4 a 3, após, igualdade no placar por 1 a 1. O Monte Azul encaminhou a sua vaga para a quarta divisão nacional de 2025, o Votuporanguense com o vice-campeonato ficou com uma vaga na Copa do Brasil 2025.

## Regulamento
Na Primeira fase, os 26 times participantes são divididos em cinco grupos: quatro com 5 participantes cada e um com 6 participantes. As equipes jogam entre si em turno e returno, classificando-se para as oitavas de final os três mais bem colocados de cada grupo e o melhor quarto colocado. Nesta fase, em caso de igualdade na pontuação, são critérios de desempate: 1) mais vitórias; 2) maior saldo de gols; 3) mais gols pró; 4) menos cartões vermelhos; 5) menos cartões amarelos; 6) sorteio. Oitavas, Quartas, Semifinal e Final são disputadas em sistema mata-mata em jogos de ida e volta. Em caso de igualdade na pontuação, são critérios de desempate: 1) melhor saldo de gols no confronto; 2) disputa de pênaltis. Na fase mata-mata o mandante do segundo jogo será a equipe com a melhor campanha até então. Se a comparação for entre membros de grupos com quantidades de times diferentes, a melhor campanha é definida pelo aproveitamento de cada equipe. O clube campeão será indicado a uma das vagas disponíveis para a Copa do Brasil ou poderá optar pela indicação à vaga disponível para o Campeonato Brasileiro Série D. O vice-campeão será indicado à vaga remanescente entre as duas competições.

## Equipes participantes
As seguintes 26 equipes disputarão a competição:
| Equipe              | Cidade                | Participações | Títulos         | Ref. |
| ------------------- | --------------------- | ------------- | --------------- | ---- |
| Barretos            | Barretos              | 5             | —               |      |
| Botafogo-SP         | Ribeirão Preto        | 12            | —               |      |
| Capivariano         | Capivari              | 2             | —               |      |
| Comercial           | Ribeirão Preto        | 19            | —               |      |
| Francana            | Franca                | 12            | —               |      |
| Grêmio Prudente     | Presidente Prudente   | 2             | —               |      |
| Juventus-SP         | São Paulo             | 22            | 1 (2007)        |      |
| Mirassol            | Mirassol              | 18            | —               |      |
| Monte Azul          | Monte Azul Paulista   | 2             | —               |      |
| Oeste               | Barueri               | 7             | 1 (1981)        |      |
| Portuguesa          | São Paulo             | 10            | 1 (2020)        |      |
| Primavera           | Indaiatuba            | 5             | —               |      |
| Red Bull Bragantino | Bragança Paulista     | 4             | —               |      |
| Rio Branco-SP       | Americana             | 14            | —               |      |
| Rio Claro           | Rio Claro             | 9             | —               |      |
| São Bento           | Sorocaba              | 15            | 2 (1985 e 2002) |      |
| EC São Bernardo     | São Bernardo do Campo | 4             | —               |      |
| São-Carlense        | São Carlos            | Estreante     | —               |      |
| São Caetano         | São Caetano do Sul    | 9             | 1 (2019)        |      |
| Taquaritinga        | Taquaritinga          | 3             | —               |      |
| União São João      | Araras                | 7             | —               |      |
| União Suzano        | Suzano                | 7             | —               |      |
| VOCEM               | Assis                 | Estreante     | —               |      |
| Votuporanguense     | Votuporanga           | 6             | 1 (2018)        |      |
| XV de Jaú           | Jaú                   | 8             | —               |      |
| XV de Piracicaba    | Piracicaba            | 21            | 2 (2016 e 2022) |      |

## Primeira fase

### Grupo 1
| Pos | Equipe          | Pts | J | V | E | D | GP | GC | SG  | Classificação ou descenso |     | XVJ | VOT | VOC | MIR | GPR |
| --- | --------------- | --- | - | - | - | - | -- | -- | --- | ------------------------- | --- | --- | --- | --- | --- | --- |
| 1   | XV de Jaú       | 19  | 8 | 6 | 1 | 1 | 9  | 3  | +6  | Fase Final                |     | —   | 0–0 | 2–0 | 1–0 | 1–0 |
| 2   | Votuporanguense | 15  | 8 | 4 | 3 | 1 | 16 | 6  | +10 | Fase Final                |     | 2–0 | —   | 4–0 | 2–2 | 4–0 |
| 3   | VOCEM           | 8   | 8 | 2 | 2 | 4 | 4  | 10 | −6  | Fase Final                |     | 0–1 | 1–0 | —   | 1–1 | 0–0 |
| 4   | Mirassol        | 7   | 8 | 1 | 4 | 3 | 8  | 11 | −3  |                           |     | 0–2 | 1–2 | 1–0 | —   | 2–2 |
| 5   | Grêmio Prudente | 4   | 8 | 0 | 4 | 4 | 7  | 14 | −7  |                           | 1–2 | 2–2 | 1–2 | 1–1 | —   |     |

### Grupo 2
| Pos | Equipe      | Pts | J | V | E | D | GP | GC | SG | Classificação ou descenso |     | MON | FRA | COM | BOT | BAR |
| --- | ----------- | --- | - | - | - | - | -- | -- | -- | ------------------------- | --- | --- | --- | --- | --- | --- |
| 1   | Monte Azul  | 19  | 8 | 6 | 1 | 1 | 15 | 8  | +7 | Fase Final                |     | —   | 1–1 | 2–1 | 2–1 | 3–1 |
| 2   | Francana    | 12  | 8 | 3 | 3 | 2 | 9  | 7  | +2 | Fase Final                |     | 2–3 | —   | 0–1 | 0–0 | 1–0 |
| 3   | Comercial   | 10  | 8 | 2 | 4 | 2 | 9  | 11 | −2 | Fase Final                |     | 2–1 | 0–0 | —   | 0–0 | 3–3 |
| 4   | Botafogo-SP | 9   | 8 | 2 | 3 | 3 | 7  | 8  | −1 |                           |     | 0–2 | 1–3 | 4–1 | —   | 1–0 |
| 5   | Barretos    | 3   | 8 | 0 | 3 | 5 | 6  | 12 | −6 |                           | 0–1 | 1–2 | 1–1 | 0–0 | —   |     |

### Grupo 3
| Pos | Equipe           | Pts | J | V | E | D | GP | GC | SG | Classificação ou descenso |     | TAQ | XVP | USJ | SCA | RCL |
| --- | ---------------- | --- | - | - | - | - | -- | -- | -- | ------------------------- | --- | --- | --- | --- | --- | --- |
| 1   | Taquaritinga     | 19  | 8 | 6 | 1 | 1 | 7  | 1  | +6 | Fase Final                |     | —   | 1–0 | 1–0 | 0–1 | 1–0 |
| 2   | XV de Piracicaba | 13  | 8 | 3 | 4 | 1 | 9  | 5  | +4 | Fase Final                |     | 0–0 | —   | 4–2 | 3–1 | 1–1 |
| 3   | União São João   | 9   | 8 | 2 | 3 | 3 | 8  | 8  | 0  | Fase Final                |     | 0–1 | 1–1 | —   | 1–1 | 0–0 |
| 4   | São-Carlense     | 6   | 8 | 1 | 3 | 4 | 4  | 9  | −5 |                           |     | 0–1 | 0–1 | 0–2 | —   | 0–0 |
| 5   | Rio Claro        | 5   | 8 | 0 | 5 | 3 | 3  | 8  | −5 |                           | 0–2 | 0–0 | 0–2 | 1–1 | —   |     |

### Grupo 4
| Pos | Equipe              | Pts | J | V | E | D | GP | GC | SG | Classificação ou descenso |     | PRI | STO | CAP | RBR | RBB |
| --- | ------------------- | --- | - | - | - | - | -- | -- | -- | ------------------------- | --- | --- | --- | --- | --- | --- |
| 1   | Primavera           | 17  | 8 | 5 | 2 | 1 | 15 | 6  | +9 | Fase Final                |     | —   | 2–0 | 2–1 | 3–2 | 3–1 |
| 2   | São Bento           | 11  | 8 | 2 | 5 | 1 | 5  | 4  | +1 | Fase Final                |     | 1–1 | —   | 3–1 | 0–0 | 1–0 |
| 3   | Capivariano         | 10  | 8 | 2 | 4 | 2 | 8  | 9  | −1 | Fase Final                |     | 0–0 | 0–0 | —   | 2–1 | 1–1 |
| 4   | Rio Branco-SP       | 9   | 8 | 2 | 3 | 3 | 8  | 10 | −2 |                           |     | 1–0 | 0–0 | 1–1 | —   | 2–1 |
| 5   | Red Bull Bragantino | 5   | 8 | 1 | 2 | 5 | 7  | 14 | −7 |                           | 0–4 | 0–0 | 1–2 | 3–1 | —   |     |

### Grupo 5
| Pos | Equipe          | Pts | J  | V | E | D | GP | GC | SG  | Classificação ou descenso |     | SCA | POR | OES | JUV | SBE | USZ |
| --- | --------------- | --- | -- | - | - | - | -- | -- | --- | ------------------------- | --- | --- | --- | --- | --- | --- | --- |
| 1   | São Caetano     | 20  | 10 | 6 | 2 | 2 | 17 | 8  | +9  | Fase Final                |     | —   | 0–1 | 2–0 | 2–2 | 1–1 | 4–1 |
| 2   | Portuguesa      | 19  | 10 | 5 | 4 | 1 | 14 | 5  | +9  | Fase Final                |     | 1–0 | —   | 0–0 | 1–1 | 0–0 | 4–1 |
| 3   | Oeste           | 15  | 10 | 4 | 3 | 3 | 8  | 7  | +1  | Fase Final                |     | 0–2 | 2–1 | —   | 0–1 | 3–0 | 0–0 |
| 4   | Juventus-SP     | 12  | 10 | 2 | 6 | 2 | 10 | 12 | −2  | Índice Técnico            |     | 0–1 | 1–1 | 1–1 | —   | 1–1 | 1–0 |
| 5   | EC São Bernardo | 10  | 10 | 2 | 4 | 4 | 9  | 11 | −2  |                           |     | 1–2 | 0–2 | 0–1 | 3–0 | —   | 2–0 |
| 6   | União Suzano    | 3   | 10 | 0 | 3 | 7 | 6  | 21 | −15 |                           | 1–3 | 0–3 | 0–1 | 1–1 | 0–0 | —   |     |

## Fase final
Em itálico, o clube que jogará o primeiro jogo como mandante. Em negrito, os classificados.
|  | Oitavas de final             | Oitavas de final             | Oitavas de final             | Oitavas de final             |       |                      | Quartas de final   | Quartas de final   | Quartas de final   | Quartas de final   |  |                | Semifinais          | Semifinais          | Semifinais          | Semifinais          |                 |   | Final             | Final             | Final             | Final             |
|  | 24 de agosto a 1 de setembro | 24 de agosto a 1 de setembro | 24 de agosto a 1 de setembro | 24 de agosto a 1 de setembro |       |                      | 7 e 14 de setembro | 7 e 14 de setembro | 7 e 14 de setembro | 7 e 14 de setembro |  |                | 21 e 28 de setembro | 21 e 28 de setembro | 21 e 28 de setembro | 21 e 28 de setembro |                 |   | 5 e 12 de outubro | 5 e 12 de outubro | 5 e 12 de outubro | 5 e 12 de outubro |
|  |                              |                              |                              |                              |       |                      |                    |                    |                    |                    |  |                |                     |                     |                     |                     |                 |   |                   |                   |                   |                   |
|  | São Bento                    | 0                            | 0                            | 0 (3)                        |       |                      |                    |                    |                    |                    |  |                |                     |                     |                     |                     |                 |   |                   |                   |                   |                   |
|  | Portuguesa (pen)             | 0                            | 0                            | 0 (5)                        |       |                      |                    |                    |                    |                    |  |                |                     |                     |                     |                     |                 |   |                   |                   |                   |                   |
|  | Portuguesa (pen)             | 0                            | 0                            | 0 (5)                        |       | Portuguesa           | 1                  | 2                  | 3                  |                    |  |                |                     |                     |                     |                     |                 |   |                   |                   |                   |                   |
|  |                              |                              |                              |                              |       | Portuguesa           | 1                  | 2                  | 3                  |                    |  |                |                     |                     |                     |                     |                 |   |                   |                   |                   |                   |
|  |                              | XV de Piracicaba             | 0                            | 1                            | 1     |                      |                    |                    |                    |                    |  |                |                     |                     |                     |                     |                 |   |                   |                   |                   |                   |
|  | Oeste                        | XV de Piracicaba             | 0                            | 1                            | 1     | 0                    | 1                  | 1                  |                    |                    |  |                |                     |                     |                     |                     |                 |   |                   |                   |                   |                   |
|  | Oeste                        |                              |                              |                              |       | 0                    | 1                  | 1                  |                    |                    |  |                |                     |                     |                     |                     |                 |   |                   |                   |                   |                   |
|  | XV de Piracicaba             | 1                            | 2                            | 3                            |       |                      |                    |                    |                    |                    |  |                |                     |                     |                     |                     |                 |   |                   |                   |                   |                   |
|  | XV de Piracicaba             | 1                            | 2                            | 3                            |       |                      |                    |                    |                    |                    |  | Portuguesa     | 1                   | 0                   | 1                   |                     |                 |   |                   |                   |                   |                   |
|  |                              |                              |                              |                              |       |                      |                    |                    |                    |                    |  | Portuguesa     | 1                   | 0                   | 1                   |                     |                 |   |                   |                   |                   |                   |
|  |                              | Votuporanguense              | 0                            | 2                            | 2     |                      |                    |                    |                    |                    |  |                |                     |                     |                     |                     |                 |   |                   |                   |                   |                   |
|  | Capivariano                  | Votuporanguense              | 0                            | 2                            | 2     | 2                    | 1                  | 3                  |                    |                    |  |                |                     |                     |                     |                     |                 |   |                   |                   |                   |                   |
|  | Capivariano                  |                              |                              |                              |       | 2                    | 1                  | 3                  |                    |                    |  |                |                     |                     |                     |                     |                 |   |                   |                   |                   |                   |
|  | São Caetano                  | 1                            | 0                            | 1                            |       |                      |                    |                    |                    |                    |  |                |                     |                     |                     |                     |                 |   |                   |                   |                   |                   |
|  | São Caetano                  | 1                            | 0                            | 1                            |       | Capivariano          | 0                  | 0                  | 0                  |                    |  |                |                     |                     |                     |                     |                 |   |                   |                   |                   |                   |
|  |                              |                              |                              |                              |       | Capivariano          | 0                  | 0                  | 0                  |                    |  |                |                     |                     |                     |                     |                 |   |                   |                   |                   |                   |
|  |                              | Votuporanguense              | 1                            | 2                            | 3     |                      |                    |                    |                    |                    |  |                |                     |                     |                     |                     |                 |   |                   |                   |                   |                   |
|  | Francana                     | Votuporanguense              | 1                            | 2                            | 3     | 1                    | 0                  | 1                  |                    |                    |  |                |                     |                     |                     |                     |                 |   |                   |                   |                   |                   |
|  | Francana                     |                              |                              |                              |       | 1                    | 0                  | 1                  |                    |                    |  |                |                     |                     |                     |                     |                 |   |                   |                   |                   |                   |
|  | Votuporanguense              | 2                            | 2                            | 4                            |       |                      |                    |                    |                    |                    |  |                |                     |                     |                     |                     |                 |   |                   |                   |                   |                   |
|  | Votuporanguense              | 2                            | 2                            | 4                            |       |                      |                    |                    |                    |                    |  |                |                     |                     |                     |                     | Votuporanguense | 1 | 0                 | 1 (3)             |                   |                   |
|  |                              |                              |                              |                              |       |                      |                    |                    |                    |                    |  |                |                     |                     |                     |                     |                 | 1 | 0                 | 1 (3)             |                   |                   |
|  |                              | Monte Azul (pen)             | 0                            | 1                            | 1 (4) |                      |                    |                    |                    |                    |  |                |                     |                     |                     |                     |                 |   |                   |                   |                   |                   |
|  | União São João               | Monte Azul (pen)             | 0                            | 1                            | 1 (4) | 0                    | 1                  | 1                  |                    |                    |  |                |                     |                     |                     |                     |                 |   |                   |                   |                   |                   |
|  | União São João               |                              |                              |                              |       | 0                    | 1                  | 1                  |                    |                    |  |                |                     |                     |                     |                     |                 |   |                   |                   |                   |                   |
|  | XV de Jaú                    | 0                            | 0                            | 0                            |       |                      |                    |                    |                    |                    |  |                |                     |                     |                     |                     |                 |   |                   |                   |                   |                   |
|  | XV de Jaú                    | 0                            | 0                            | 0                            |       | União São João (pen) | 0                  | 1                  | 1 (4)              |                    |  |                |                     |                     |                     |                     |                 |   |                   |                   |                   |                   |
|  |                              |                              |                              |                              |       | União São João (pen) | 0                  | 1                  | 1 (4)              |                    |  |                |                     |                     |                     |                     |                 |   |                   |                   |                   |                   |
|  |                              | Taquaritinga                 | 0                            | 1                            | 1 (2) |                      |                    |                    |                    |                    |  |                |                     |                     |                     |                     |                 |   |                   |                   |                   |                   |
|  | Juventus-SP                  | Taquaritinga                 | 0                            | 1                            | 1 (2) | 1                    | 0                  | 1                  |                    |                    |  |                |                     |                     |                     |                     |                 |   |                   |                   |                   |                   |
|  | Juventus-SP                  |                              |                              |                              |       | 1                    | 0                  | 1                  |                    |                    |  |                |                     |                     |                     |                     |                 |   |                   |                   |                   |                   |
|  | Taquaritinga                 | 0                            | 2                            | 2                            |       |                      |                    |                    |                    |                    |  |                |                     |                     |                     |                     |                 |   |                   |                   |                   |                   |
|  | Taquaritinga                 | 0                            | 2                            | 2                            |       |                      |                    |                    |                    |                    |  | União São João | 0                   | 1                   | 1                   |                     |                 |   |                   |                   |                   |                   |
|  |                              |                              |                              |                              |       |                      |                    |                    |                    |                    |  | União São João | 0                   | 1                   | 1                   |                     |                 |   |                   |                   |                   |                   |
|  |                              | Monte Azul                   | 0                            | 2                            | 2     |                      |                    |                    |                    |                    |  |                |                     |                     |                     |                     |                 |   |                   |                   |                   |                   |
|  | Comercial (pen)              | Monte Azul                   | 0                            | 2                            | 2     | 1                    | 1                  | 2 (5)              |                    |                    |  |                |                     |                     |                     |                     |                 |   |                   |                   |                   |                   |
|  | Comercial (pen)              |                              |                              |                              |       | 1                    | 1                  | 2 (5)              |                    |                    |  |                |                     |                     |                     |                     |                 |   |                   |                   |                   |                   |
|  | Primavera                    | 1                            | 1                            | 2 (4)                        |       |                      |                    |                    |                    |                    |  |                |                     |                     |                     |                     |                 |   |                   |                   |                   |                   |
|  | Primavera                    | 1                            | 1                            | 2 (4)                        |       | Comercial            | 0                  | 0                  | 0                  |                    |  |                |                     |                     |                     |                     |                 |   |                   |                   |                   |                   |
|  |                              |                              |                              |                              |       | Comercial            | 0                  | 0                  | 0                  |                    |  |                |                     |                     |                     |                     |                 |   |                   |                   |                   |                   |
|  |                              | Monte Azul                   | 0                            | 1                            | 1     |                      |                    |                    |                    |                    |  |                |                     |                     |                     |                     |                 |   |                   |                   |                   |                   |
|  | VOCEM                        | Monte Azul                   | 0                            | 1                            | 1     | 0                    | 0                  | 0                  |                    |                    |  |                |                     |                     |                     |                     |                 |   |                   |                   |                   |                   |
|  | VOCEM                        |                              |                              |                              |       | 0                    | 0                  | 0                  |                    |                    |  |                |                     |                     |                     |                     |                 |   |                   |                   |                   |                   |
|  | Monte Azul                   | 1                            | 1                            | 2                            |       |                      |                    |                    |                    |                    |  |                |                     |                     |                     |                     |                 |   |                   |                   |                   |                   |

### Finais
| 5 de outubro de 2024 | Votuporanguense           | 1 – 0          | Monte Azul | Arena Plínio Marin Votuporanga                                       |
| 15:00 (UTC−3)        | Wendel Júnior · 82' (pen) | Borderô Súmula |            | Público: 3 039 Renda: R$ 57 957,50 Árbitro: SP Murilo Tarrega Victor |

| 12 de outubro de 2024 | Monte Azul  | 1 – 0          | Votuporanguense | Estádio Municipal José Maria de Campos Maia Mirassol                 |
| 15:00 (UTC−3)         | Vitinho 31' | Borderô Súmula |                 | Público: 1 767 Renda: R$ 62 860,00 Árbitro: SP Lucas Canetto Bellote |

|                                                                  |       | Penalidades                                                       |  |
| Gustavo Brandão Andrey Mateus Rodrigues Wesley Pinheiro Pedrinho | 4 – 3 | Wendel Júnior Jonatas Paulista Amorim Igor Pimenta Gabriel Moysés |  |

## Artilharia
| Gols | Jogador            | Equipe          |
| ---- | ------------------ | --------------- |
| 7    | Everton            | Portuguesa      |
| 7    | Wermeson           | São Caetano     |
| 5    | Gabriel            | Votuporanguense |
| 4    | Bady               | Votuporanguense |
| 4    | Bala               | Votuporanguense |
| 4    | Cristiano da Silva | Portuguesa      |
| 4    | Guilherme          | Portuguesa      |
| 4    | Henan              | Primavera       |
| 4    | Pedro Severino     | Botafogo-SP     |
| 4    | Vinicius Popó      | Capivariano     |
| 4    | Vitinho            | Monte Azul      |

## Premiação
| Copa Paulista de 2024           |
| 120x                            |
| ------------------------------- |
| Monte Azul Campeão (1.º título) |